# Disentis/Mustér
Disentis/Mustér (romanche : Mustér , allemand : Disentis) est une commune suisse du canton des Grisons, située dans la région de Surselva.

Photo aérienne (1954).

## Monuments
- Abbaye de Disentis

## Climat
| Mois                                | jan. | fév. | mars | avril | mai  | juin | jui. | août | sep. | oct. | nov. | déc. | année |
| ----------------------------------- | ---- | ---- | ---- | ----- | ---- | ---- | ---- | ---- | ---- | ---- | ---- | ---- | ----- |
| Température minimale moyenne (°C)   | −4,6 | −4,6 | −1,8 | 1,3   | 5,6  | 8,3  | 10,6 | 10,5 | 7,5  | 4,4  | −0,6 | −3,5 | 2,8   |
| Température moyenne (°C)            | −1,4 | −1,1 | 2    | 5,4   | 10   | 13,2 | 15,5 | 14,9 | 11,6 | 8    | 2,4  | −0,5 | 6,7   |
| Température maximale moyenne (°C)   | 2,3  | 3,1  | 6,8  | 10,4  | 15,3 | 18,9 | 21,4 | 20,5 | 16,7 | 12,9 | 6,2  | 2,9  | 11,5  |
| Ensoleillement (h)                  | 87   | 98   | 131  | 130   | 143  | 167  | 195  | 181  | 154  | 120  | 79   | 73   | 1 557 |
| Précipitations (mm)                 | 68   | 58   | 68   | 84    | 115  | 106  | 112  | 121  | 114  | 88   | 99   | 66   | 1 101 |
| Nombre de jours avec précipitations | 8,4  | 7,8  | 9,3  | 8,9   | 11,8 | 11,9 | 11,4 | 12,5 | 9,5  | 8,8  | 9,4  | 9    | 118,7 |